# دوري كرة السلة الوطني الأرجنتيني 2013–14
دوري كرة السلة الوطني الأرجنتيني 2013–14 (بالإسبانية: Liga Nacional de Básquet 2013-14)‏ هو موسم من دوري كرة السلة الوطني الأرجنتيني. كان عدد الأندية المشاركة فيه  16، وفاز فيه بينارول دي مار ديل بلاتا.